# Kissamos
Kissamos (ook wel Kastelli of Kastelli Kissamou) is een stadje en gemeente op het Griekse eiland Kreta. Het ligt uiterst westelijk op het eiland, 43 kilometer van de stad Chania, en heeft ongeveer 5000 inwoners. Het ligt aan een baai - de Kolpos Kissamou - die in het westen begrensd wordt door het schiereiland Gramvoussa en in het oosten door het schiereiland Rodopos. Vanuit het stadje vertrekt een veerboot naar het eiland Kythira en naar Githion op het Griekse schiereiland Peloponnesos.
Toerisme speelt een ondergeschikte, maar langzaam toenemende rol. De bevolking leeft vooral van de wijn en olijfolieproductie, en van andere agrarische producten. In de omgeving wordt de lokaal zeer bekende Kissamoswijn geproduceerd.

## Geschiedenis
De geschiedenis van Kissamos gaat terug tot de Minoïsche beschaving, maar de plaats leefde lange tijd in de schaduw van het meer binnenlands gelegen Polirrinia. Het was vooral in de Romeinse tijd een belangrijk economisch centrum en havenstad voor het westen van Kreta. In de 4e eeuw van onze jaartelling werd Kissamos de hoofdplaats van een bisdom en is dat, met onderbrekingen, tot vandaag gebleven (de officiële naam van het bisdom luidt nu: Metropolis van Kissamos en Selino). In de 16e eeuw versterkten de Venetianen de haven en de stad; uit die tijd dateert de naam Kastelli, die tot ver in de 20e eeuw gebruikelijk bleef. Van de Venetiaanse stadsmuren is niets bewaard gebleven, omdat zij na de Eerste Wereldoorlog gesloopt werden. Het afbraakmateriaal diende voor de uitbouw van de haven.

## Bestuurlijk
Kissamos is sedert 2011 een fusiegemeente (dimos) in de Griekse bestuurlijke regio (periferia) Kreta. De drie deelgemeenten (dimotiki enotita) van de fusiegemeente zijn Innachori (Ινναχώρι), Kissamos (Κίσσαμος) en Mythimna (Μύθημνα).

## Foto's

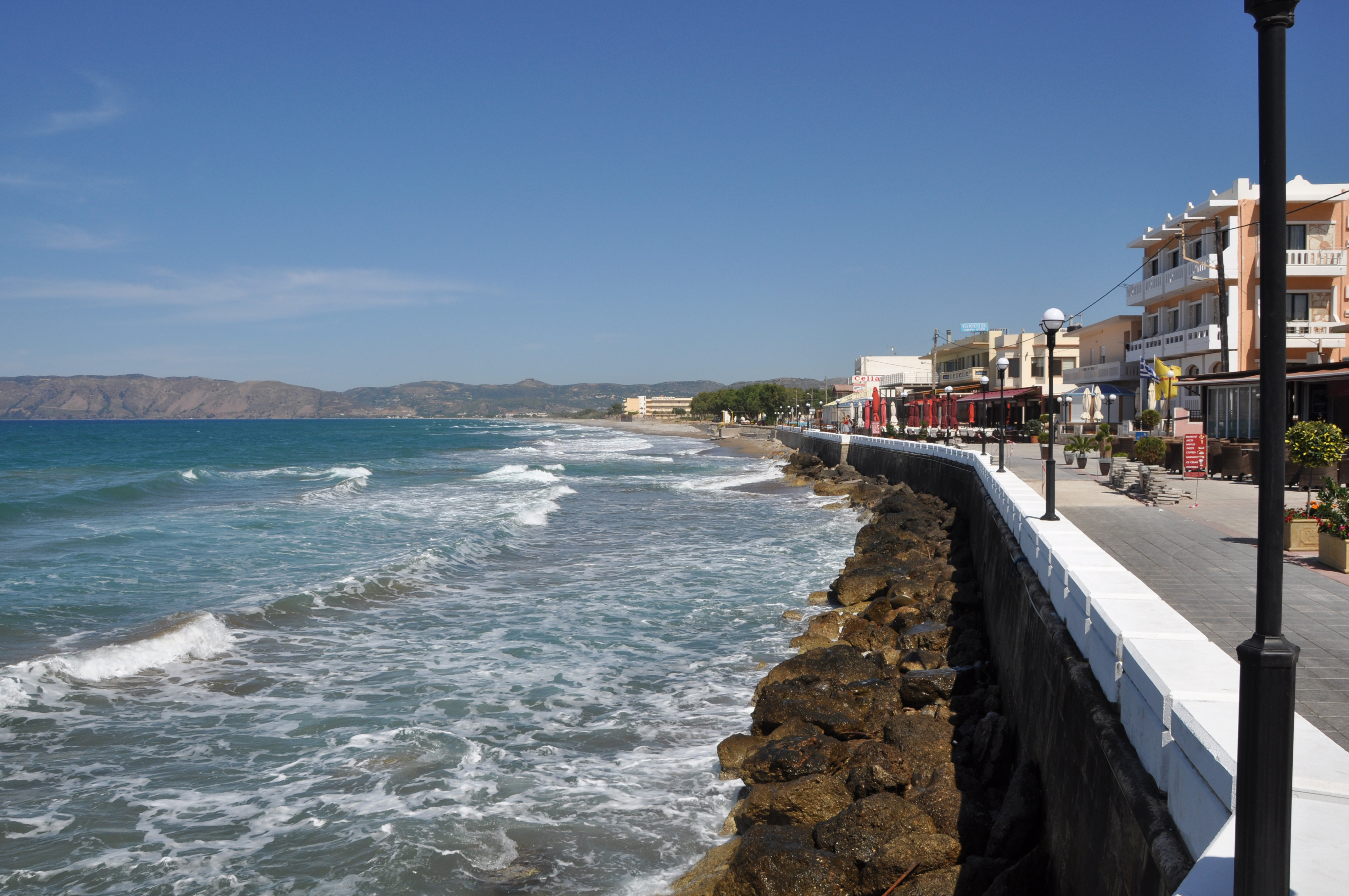
De Zeedijkpromenade vanuit het westen gezien
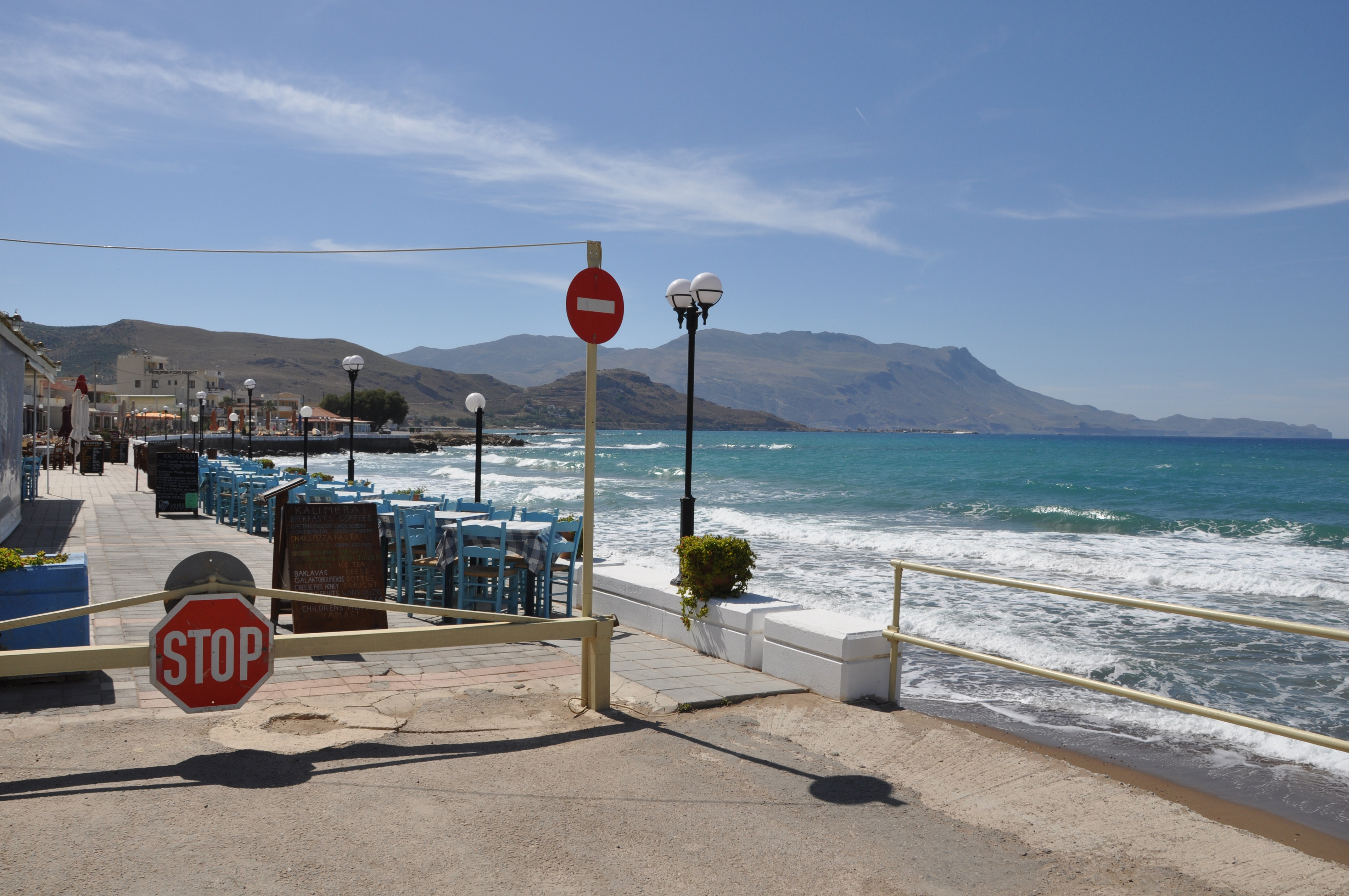
De Zeedijkpromenade vanuit het oosten gezien
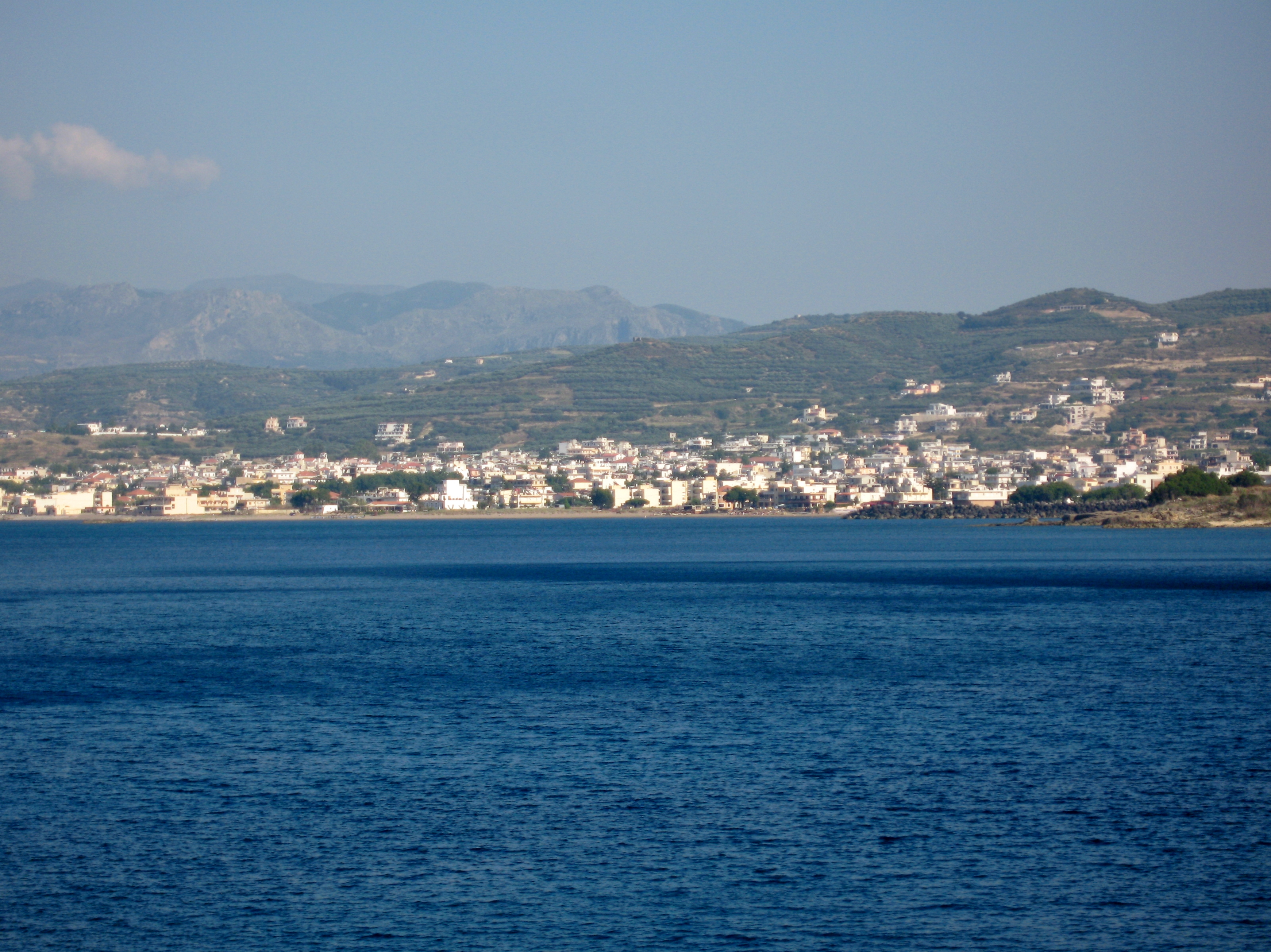
Panorama
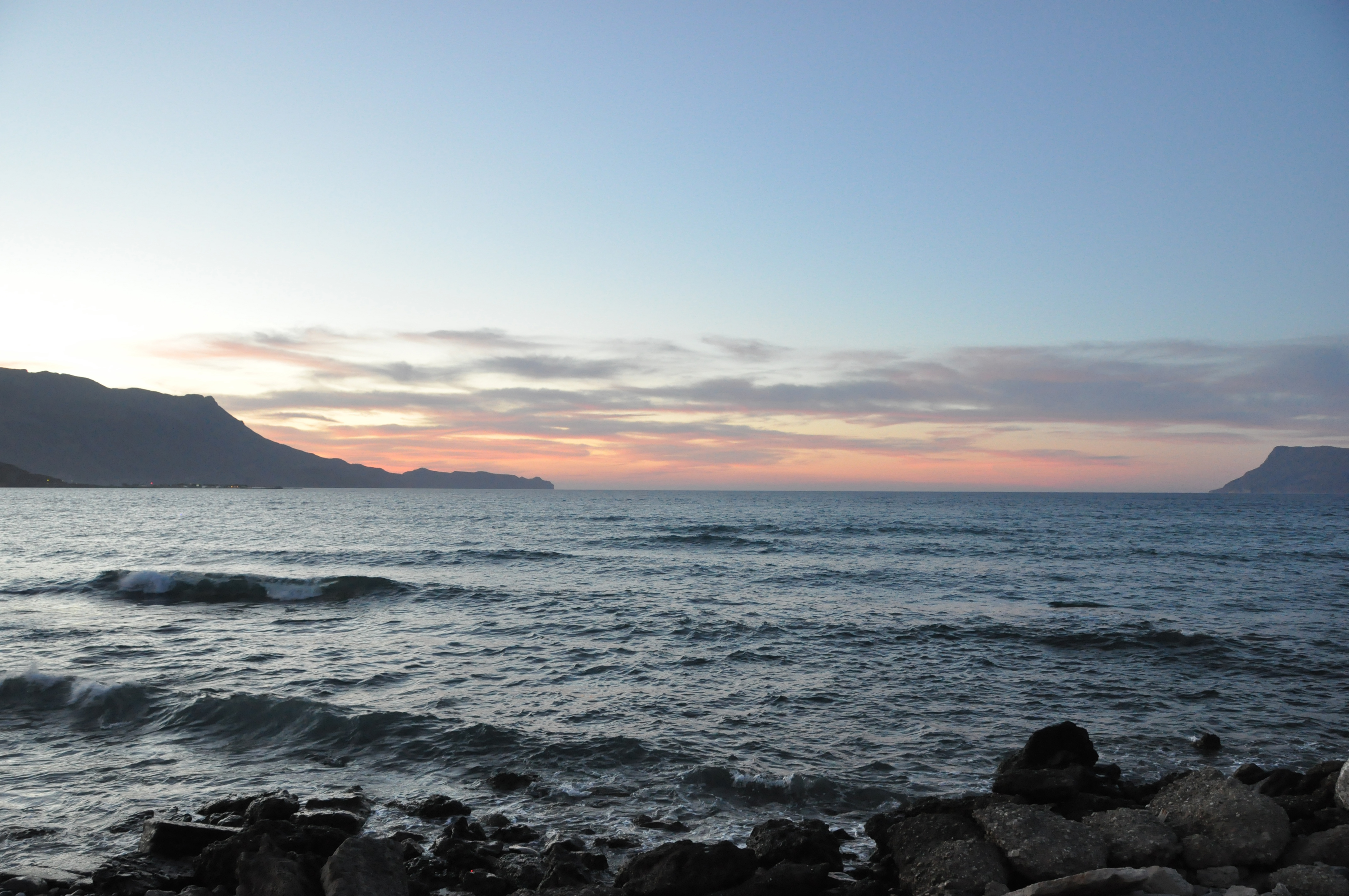
De Baai van Kissamos bij zonsondergang